# Kim Ziegler
Kim Ziegler (født 29. december 1958, død 10. oktober 2024) var en dansk fodboldspiller.
Som spiller optrådte han for AGF og OB i den bedste række samt for belgiske RFC Seraing. I 1982 spillede han desuden tre A-landskampe. Som træner rykkede han både Nørre Aaby IK og B 1909 op i 1. division.
Fra april til december 2007 var Ziegler sportschef i Randers FC. Han var med til bl.a. at hente Colin Todd til klubben, inden han i december brat opsagde sit job som sportschef.
Ziegler arbejdede i perioden 2000-2007 som talentspejder.
Den 10. oktober 2024 døde Ziegler.

## Klubber som spiller
- 1977-1982: AGF
- 1982-1984: RFC Seraing
- 1984-1992: OB

## Klubber som træner
- 1994-1997: Nørre Aaby IK
- 1997-1999: B1909
- 1999-2000: Kolding BK
- 2007: Sportschef i Randers FC